# ماسل (الدوادمي)
ماسل، هي قرية من فئة (أ) تقع في محافظة الدوادمي، والتابعة لمنطقة الرياض في السعودية. وتبعد ماسل عن محافظة الدوادمي بمسافة تقارب (50) كم.